# Jenny Brockmann
Jenny Brockmann (* 1976 in Berlin) ist eine deutsche Bildende Künstlerin.
Ihr Werk umfasst Installationen, Skulpturen, Zeichnungen sowie Film und Fotografie. Einige ihrer Werke befinden sich im öffentlichen Raum der Stadt Berlin.

## Leben
Jenny Brockmann lernte nach dem Abitur ein Handwerk und schloss danach ein Studium der Literatur, Philosophie und Architektur an. Von 2002 bis 2007 studierte sie Bildende Kunst an der Universität der Künste Berlin (UdK) sowie am Hunter College in New York City. Jenny Brockmann war Meisterschülerin bei Rebecca Horn an der UdK. Studienaufenthalte hatten sie zuvor bereits nach Sankt Petersburg in Russland, nach London in England und New York City geführt. 2005 und 2008 erhielt sie ein Sonderstipendium der Friedrich-Ebert-Stiftung ebenso wie das Auslandsstipendium des Hunter-Colleges. Sie hat ein Atelier im Programm der Berliner Atelierförderung im Kulturwerk des BBK Berlin.
Zusammen mit anderen Künstlern hat sie sich für den Ausbau eines ungenutzten Fabrikgebäudes in der Frankfurter Allee in Berlin-Friedrichshain eingesetzt. Das umgenutzte Haus wird La Fabrik genannt und soll als „Haus für Kunst, Kultur, Begegnung und Wirtschaft“ entwickelt werden.
Sie lebt in Berlin-Treptow. Einige ihrer Werke sind ausgestellt in der Galerie Gerken in Berlin-Mitte, mit der sie eng zusammenarbeitet.

## Werke und Ausstellungen

### Werke (Auswahl)

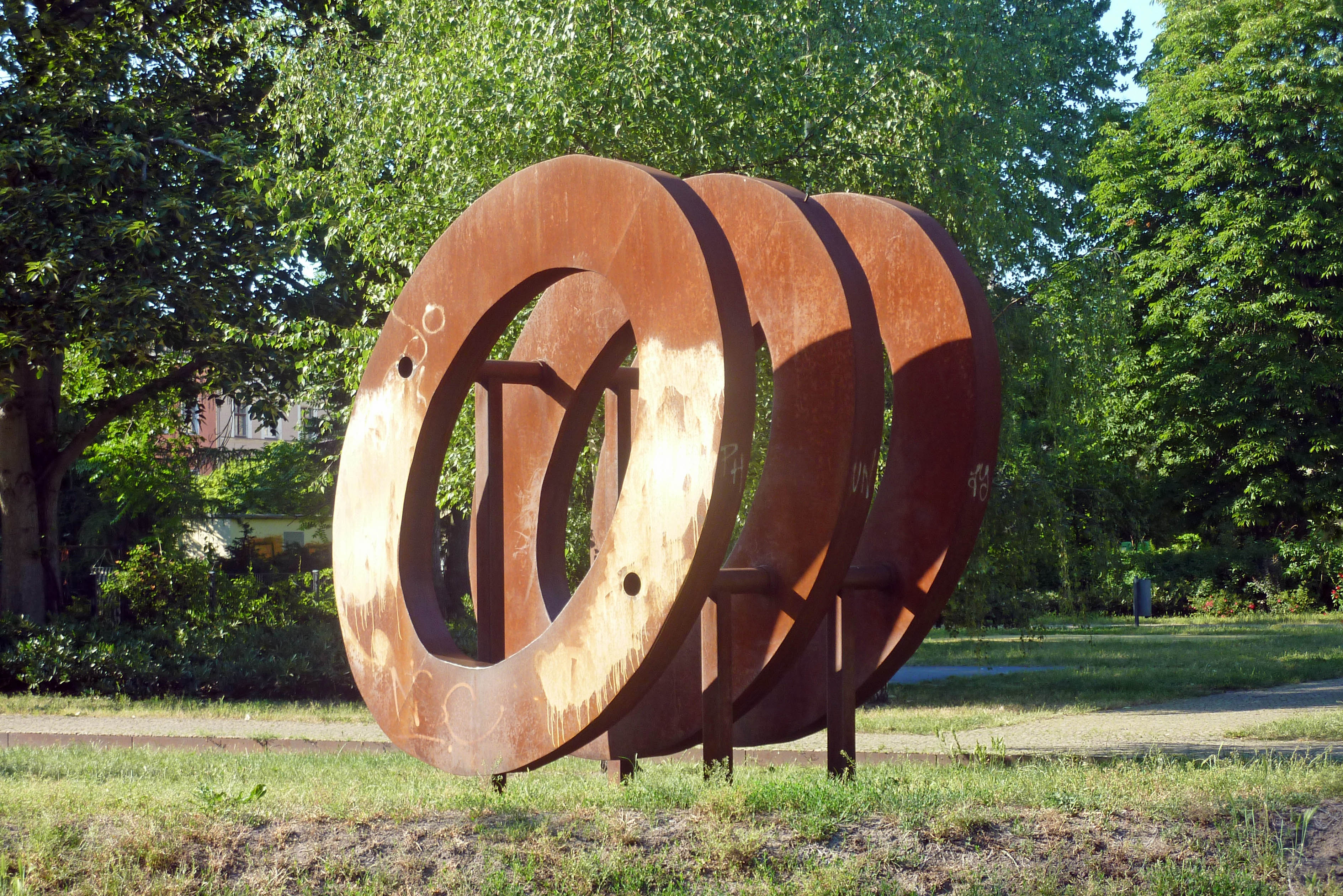
Ringstadien

- Ringstadien, in der Victoriastadt, 2002

Die drei eisernen unbehandelten Reifen stehen symbolhaft für Vergangenheit, Gegenwart und Zukunft.
- Schutzraum, 2005, Granit, Kupferrohr, Motor[4]
- Die Umarmung, 2007

Ein überdimensionales aus Holz, Schaumstoff und Textilien gefertigtes offenes Raumsystem kann von einem Menschen auf Knopfdruck betätigt werden und umarmt den Benutzer symbolisch. (Die Idee einer Berührungsmaschine wurde bereits früher von der Amerikanerin Temple Grandin unter dem Namen „Hug-box“ verwirklicht, die ihr bei der Überwindung des Autismus half.)
- Das Mal (Papier, Wachs, Mikrocontroller, Motoren, Lautsprecher), 2010

Es handelt sich um eine interaktive Rauminstallation. Die Bewegung von in den Raum eintretenden Besuchern wird über Sensoren auf elektromechanisch bewegte Strukturen (von der Künstlerin als Hautmal definiert) übertragen. Diese erzeugen Geräusche und Bewegungen, die im Zusammenklang Stimmungen wie Angst, Freude, Trauer oder Wut darstellen. Brockmann selbst erklärt ihr Sujet so: „Grenze der Erfahrbarkeit, lebendiger Raum, kollektives Verhalten, soziale Interaktion, Stille. Das Projekt ist ein Experiment.“
Sie war mit diesem Werk eine von sechs Preisträger bei der Art of Engineering im Jahr 2010. Die Siegerehrung erfolgte im Rahmen der Hannover Messe, danach wurden die 6 Exponate im Februar 2010 in einer Sonderausstellung Der interdisziplinäre Kunstwettbewerb IT & Medienkunst im Deutschen Technikmuseum Berlin gezeigt.

### Ausstellungen
- 2010: 10. Transmediale Berlin
- 2010: Testphase 1: Glück Kaskadenkondensator, Basel
- 2010: Zurab Bero und Jenny Brockmann in der Galerie Gerken
- 2010: Positionen + Gegenwart - 1960–2010, GEDOK Berlin Kunstraum Kreuzberg/Bethanien, Berlin
- 2011: Scheuer Raum, Haus am Lützowplatz, Berlin[8]
- 2011: Brockmann, Gerken-Grieshaber, Mügge, Kunbi und Pokorny in der Galerie Gerken, Berlin
- 2011: Eine Art Aufruhr, Haus am Lützowplatz, Berlin
- 2011: Jenny Brockmann im Architekturmuseum der Technischen Universität Berlin[9]
- 2012: interaktive Skulptur[10]